# William Nightingale
William Edward Nightingale (né William Edward Shore; 15 février 1794 - 5 janvier 1874) est un unitarien anglais connu et le père de Florence Nightingale, "la dame à la lampe". 

## Biographie
William Nightingale (également connu sous le nom de WEN) est né William Edward Shore le 15 février 1794, à Lea, Derbyshire, le fils de William Shore (1752-1822) et de Mary Evans (1760-1853), décédée à Tapton House, Sheffield. Celle-ci est la nièce d'un Peter Nightingale, un entrepreneur minier, dont William Shore hérite du domaine de Lea Hurst dans le Derbyshire, et dont il prend le nom de Nightingale en 1815. Il est nommé shérif du Hampshire en 1828 . Il a deux sœurs, Anne et Mary. 
Au début de la vingtaine, William Nightingale a un revenu annuel de 8 000 £, et en conséquence, il est très riche et aimait se livrer à des activités telles que la chasse et le tir. En plus de Lea Hurst, il possède également Embley Park, une propriété dans le Hampshire. 
En 1817, alors qu'il a 23 ans et elle en a 29, il épouse Frances "Fanny" Smith (1789–1880), de Parndon dans l'Essex, fille du député whig William Smith, un abolitionniste réputé. Ils ont deux filles, toutes deux nées alors que la famille participait au Grand Tour dans les divers États d'Italie. L'aînée, Parthenope Nightingale, est née à Naples et porte l'ancien nom grec de la ville. La plus jeune est Florence Nightingale, qui porte aussi le nom de la ville où elle est née, surtout connue pour sa carrière d'infirmière mais également notable dans le domaine des statistiques.

## Intérêt pour la politique
William Nightingale a un vif intérêt pour la politique, et en 1829, il est nommé haut shérif du Hampshire. Pendant les mois d'été de 1834, il se présente au Parlement comme candidat whig pour Andover. Il soutient le projet de loi réformiste et s'est opposé à toute forme de corruption pour encourager les électeurs. Son opinion lui a coûté l'élection, ce qui l'a choqué. En conséquence, il décide d'abandonner la vie politique . 
En 1838, il emmène sa famille faire un tour d'Europe. À Paris, il est présenté à Mary Elizabeth Clarke, d'origine anglaise, qui tenait un salon littéraire. "Clarkey" a généralement rejeté la compagnie féminine et passe son temps avec des intellectuels masculins, mais elle a fait une exception dans le cas de la famille Nightingale. Elle et Florence devaient rester des amis proches pendant 40 ans malgré leur différence d'âge de 27 ans .